# Touka-Ouro-Nala
Pour les articles homonymes, voir Touka (homonymie).
Touka-Ouro-Nala est une localité située dans le département de Dori de la province de Séno dans la région Sahel au Burkina Faso.